# 博布里克德魯吉 (謝苗諾夫卡區)
51°55′36″N 32°41′53″E / 51.92667°N 32.69806°E
博布里克德魯吉（烏克蘭語：Бобрик Другий），是烏克蘭北部的村莊，隸屬切爾尼希夫州的諾夫霍羅德-錫韋爾斯基區。該村面積0.44平方公里，海拔高度177米，2001年人口115，人口密度每平方公里261.36人。